# Liste des ministres italiens de l'Agriculture, de l'Industrie et du Commerce
Les ministres de l'Agriculture, de l'Industrie et du Commerce du royaume d'Italie se sont succédé, à plusieurs reprises et avec des titres et des fonctions différents, de 1861 (proclamation du royaume d'Italie) à 1946 (naissance de la République italienne).

## Liste des ministres
| Ministre                                                            | Ministre                                 | Mandat                               | Gouvernement                  |
| ------------------------------------------------------------------- | ---------------------------------------- | ------------------------------------ | ----------------------------- |
| Ministère de l'Agriculture, de l'Industrie et du Commerce           |                                          |                                      |                               |
|                                                                     | Giuseppe Natoli                          | 23 mars 1861 - 12 juin 1861          | Gouvernement Cavour IV        |
|                                                                     | Filippo Cordova                          | 12 juin 1861 - 3 mars 1862           | Gouvernement Ricasoli I       |
|                                                                     | Gioacchino Napoleone Pepoli              | 4 mars 1862 - 8 décembre 1862        | Gouvernement Rattazzi I       |
|                                                                     | Giovanni Manna                           | 8 décembre 1862 - 24 mars 1863       | Gouvernement Farini           |
| 24 mars 1863 - 28 septembre 1864                                    | Giovanni Manna                           | Gouvernement Minghetti I             |                               |
|                                                                     | Luigi Torelli                            | 28 septembre 1864 - 31 décembre 1865 | Gouvernement La Marmora II    |
|                                                                     | Domenico Berti ad interim                | 31 décembre 1865 - 29 juin 1866      | Gouvernement La Marmora III   |
|                                                                     | Filippo Cordova                          | 20 juin 1866 - 10 avril 1867         | Gouvernement Ricasoli II      |
|                                                                     | Francesco De Blasiis                     | 10 avril 1867 - 5 janvier 1868       | Gouvernement Rattazzi II      |
|                                                                     | Luigi Guglielmo Cambray-Digny ad interim | 27 octobre 1867 - 28 novembre 1867   | Gouvernement Menabrea I       |
|                                                                     | Emilio Broglio ad interim                | 28 novembre 1867 - 5 janvier 1868    | Gouvernement Menabrea I       |
| 5 janvier 1868 - 22 octobre 1868                                    | Emilio Broglio ad interim                | Gouvernement Menabrea II             |                               |
|                                                                     | Antonio Ciccone                          | Gouvernement Menabrea II             | 22 octobre 1868 - 13 mai 1869 |
|                                                                     | Marco Minghetti                          | 13 mai 1869 - 14 décembre 1869       | Gouvernement Menabrea III     |
|                                                                     | Stefano Castagnola                       | 13 mai 1869 - 10 juillet 1873        | Gouvernement Lanza            |
|                                                                     | Gaspare Finali                           | 10 juillet 1873 - 20 novembre 1876   | Gouvernement Minghetti II     |
|                                                                     | Salvatore Majorana Calatabiano           | 20 novembre 1876 - 25 décembre 1877  | Gouvernement Depretis I       |
| Ministère aboli le 26 décembre 1877 par le Gouvernement Depretis II |                                          |                                      |                               |
| Ministère reconstitué le 30 juin 1878 par le Gouvernement Cairoli I |                                          |                                      |                               |
|                                                                     | Benedetto Cairoli ad interim             | 30 juin 1878 - 10 novembre 1878      | Gouvernement Cairoli I        |
|                                                                     | Enrico Pessina                           | 10 novembre 1878 - 19 décembre 1878  | Gouvernement Cairoli I        |
|                                                                     | Salvatore Majorana Calatabiano           | 19 décembre 1878 - 14 juillet 1879   | Gouvernement Depretis III     |
|                                                                     | Benedetto Cairoli ad interim             | 14 juillet 1879 - 25 novembre 1879   | Gouvernement Cairoli II       |
|                                                                     | Luigi Miceli                             | 25 novembre 1879 - 29 mai 1881       | Gouvernement Cairoli III      |
|                                                                     | Domenico Berti                           | 29 mai 1881 - 25 mai 1883            | Gouvernement Depretis IV      |
| 25 mai 1883 - 30 mars 1884                                          | Domenico Berti                           | Gouvernement Depretis V              |                               |
|                                                                     | Bernardino Grimaldi                      | 30 mars 1884 - 29 juin 1885          | Gouvernement Depretis VI      |
| 29 juin 1885 - 4 avril 1887                                         | Bernardino Grimaldi                      | Gouvernement Depretis VII            |                               |
|                                                                     | Luigi Miceli                             | 4 avril 1887 - 29 juillet 1887       | Gouvernement Depretis VIII    |
| 29 juillet 1887 - 9 mars 1889                                       | Luigi Miceli                             | Gouvernement Crispi I                |                               |
| 9 mars 1889 - 6 février 1891                                        | Luigi Miceli                             | Gouvernement Crispi II               |                               |
|                                                                     | Bruno Chimirri                           | 6 février 1891 - 31 décembre 1891    | Gouvernement di Rudinì I      |
|                                                                     | Antonio di Rudinì ad interim             | 31 décembre 1891 - 15 mai 1892       | Gouvernement di Rudinì I      |
|                                                                     | Pietro Lacava                            | 15 mai 1892 - 15 décembre 1893       | Gouvernement Giolitti I       |
|                                                                     | Paolo Boselli                            | 15 décembre 1893 - 14 juin 1894      | Gouvernement Crispi III       |
|                                                                     | Augusto Barazzuoli                       | 14 juin 1894 - 10 mars 1896          | Gouvernement Crispi IV        |
|                                                                     | Francesco Guicciardini                   | 10 mars 1896 - 11 juillet 1896       | Gouvernement di Rudinì II     |
| 11 juillet 1896 - 14 décembre 1897                                  | Francesco Guicciardini                   | Gouvernement di Rudinì III           |                               |
|                                                                     | Francesco Cocco-Ortu                     | 14 décembre 1897 - 1er juin 1898     | Gouvernement di Rudinì IV     |
|                                                                     | Antonio di Rudinì ad interim             | 1er juin 1898 - 29 juin 1898         | Gouvernement di Rudinì V      |
|                                                                     | Alessandro Fortis                        | 29 juin 1898 - 14 mai 1899           | Gouvernement Pelloux I        |
|                                                                     | Antonio Salandra                         | 14 mai 1899 - 24 juin 1900           | Gouvernement Pelloux II       |
|                                                                     | Paolo Carcano                            | 24 juin 1900 - 15 février 1901       | Gouvernement Saracco          |
|                                                                     | Silvestro Picardi                        | 15 février 1901 - 18 avril 1901      | Gouvernement Zanardelli       |
|                                                                     | Giuseppe Zanardelli ad interim           | 18 avril 1901 - 4 août 1901          | Gouvernement Zanardelli       |
|                                                                     | Guido Baccelli                           | 4 août 1901 - 4 septembre 1901       | Gouvernement Zanardelli       |
|                                                                     | Luigi Rava                               | 3 septembre 1903 - 12 mars 1905      | Gouvernement Giolitti II      |
| 12 mars 1905 - 27 mars 1905                                         | Luigi Rava                               | Gouvernement Tittoni                 |                               |
| 27 mars 1905 - 24 décembre 1905                                     | Luigi Rava                               | Gouvernement Fortis I                |                               |
|                                                                     | Alessandro Fortis ad interim             | 24 décembre 1905 - 26 décembre 1905  | Gouvernement Fortis II        |
|                                                                     | Nerio Malvezzi de' Medici                | 26 décembre 1905 - 8 février 1906    | Gouvernement Fortis II        |
|                                                                     | Edoardo Pantano                          | 8 février 1906 - 29 mai 1906         | Gouvernement Sonnino I        |
|                                                                     | Francesco Cocco-Ortu                     | 29 mai 1906 - 11 décembre 1909       | Gouvernement Giolitti III     |
|                                                                     | Luigi Luzzatti                           | 11 décembre 1909 - 31 mars 1910      | Gouvernement Sonnino II       |
|                                                                     | Giovanni Raineri                         | 31 mars 1910 - 29 mars 1911          | Gouvernement Luzzatti         |
|                                                                     | Francesco Saverio Nitti                  | 29 mars 1911 - 21 mars 1914          | Gouvernement Giolitti IV      |
|                                                                     | Giannetto Cavasola                       | 21 mars 1914 - 31 octobre 1914       | Gouvernement Salandra I       |
| 31 octobre 1914 - 18 juin 1916                                      | Giannetto Cavasola                       | Gouvernement Salandra II             |                               |
|                                                                     | Giuseppe De Nava                         | 18 juin 1916 - 22 juin 1916          | Gouvernement Boselli          |
| Ministère de l'Industrie, du Commerce et du Travail                 |                                          |                                      |                               |
|                                                                     | Giuseppe De Nava                         | 22 juin 1916 - 30 octobre 1917       | Gouvernement Boselli          |
|                                                                     | Augusto Ciuffelli                        | 30 octobre 1917 - 23 juin 1919       | Gouvernement Orlando          |
|                                                                     | Dante Ferraris                           | 23 juin 1919 - 21 mai 1920           | Gouvernement Nitti I          |
| Ministère de l'Industrie et du Commerce                             |                                          |                                      |                               |
|                                                                     | Mario Abbiate                            | 21 mai 1920 - 3 juin 1920            | Gouvernement Nitti II         |
|                                                                     | Giuseppe De Nava ad interim              | 3 juin 1920 - 15 juin 1920           | Gouvernement Nitti II         |
|                                                                     | Giulio Alessio                           | 15 juin 1920 - 4 juillet 1921        | Gouvernement Giolitti V       |
|                                                                     | Bortolo Belotti                          | 4 juillet 1921 - 26 février 1922     | Gouvernement Bonomi I         |
|                                                                     | Teofilo Rossi                            | 26 février 1922 - 1er août 1922      | Gouvernement Facta I          |
| 1er août 1922 - 28 octobre 1922                                     | Teofilo Rossi                            | Gouvernement Facta II                |                               |
| 28 octobre 1922 - 5 juillet 1923                                    | Teofilo Rossi                            | Gouvernement Mussolini               |                               |
| Ministère de l'Economie nationale                                   |                                          |                                      |                               |
|                                                                     | Orso Mario Corbino                       | 5 juillet 1923 - 1er juillet 1924    | Gouvernement Mussolini        |
|                                                                     | Cesare Nava                              | 1er juillet 1924 - 10 juillet 1925   | Gouvernement Mussolini        |
|                                                                     | Giuseppe Belluzzo                        | 10 juillet 1925 - 9 juillet 1928     | Gouvernement Mussolini        |
|                                                                     | Alessandro Martelli                      | 9 juillet 1928 - 12 septembre 1929   | Gouvernement Mussolini        |
| Ministère des Corporations                                          |                                          |                                      |                               |
|                                                                     | Giuseppe Bottai                          | 12 septembre 1929 - 20 juillet 1932  | Gouvernement Mussolini        |
|                                                                     | Benito Mussolini ad interim              | 20 juillet 1932 - 11 juin 1936       | Gouvernement Mussolini        |
|                                                                     | Ferruccio Lantini                        | 11 juin 1936 - 31 octobre 1939       | Gouvernement Mussolini        |
|                                                                     | Renato Ricci                             | 31 octobre 1939 - 6 février 1943     | Gouvernement Mussolini        |
|                                                                     | Carlo Tiengo                             | 6 février 1943 - 19 avril 1943       | Gouvernement Mussolini        |
|                                                                     | Tullio Cianetti                          | 19 avril 1943 - 25 juillet 1943      | Gouvernement Mussolini        |
|                                                                     | Leopoldo Piccardi                        | 25 juillet 1943 - 9 août 1943        | Gouvernement Badoglio I       |
| Ministère de l'Industrie, du Commerce et du Travail                 |                                          |                                      |                               |
|                                                                     | Leopoldo Piccardi                        | 9 août 1943 - 11 février 1944        | Gouvernement Badoglio I       |
|                                                                     | Epicarmo Corbino                         | 11 février 1944 - 17 avril 1944      | Gouvernement Badoglio I       |
|                                                                     | Attilio Di Napoli                        | 22 avril 1944 - 8 juin 1944          | Gouvernement Badoglio II      |
|                                                                     | Giovanni Gronchi                         | 18 juin 1944 - 10 décembre 1944      | Gouvernement Bonomi II        |
| 12 décembre 1944 - 21 juin 1945                                     | Giovanni Gronchi                         | Gouvernement Bonomi III              |                               |
| Ministère de l'Industrie et du Commerce                             |                                          |                                      |                               |
|                                                                     | Giovanni Gronchi                         | 21 juin 1945 - 8 décembre 1945       | Gouvernement Parri            |
| 10 décembre 1945 - 1er juillet 1946                                 | Giovanni Gronchi                         | Gouvernement De Gasperi I            |                               |

## Mouvements ministériels
Liste des départements chargés de l'industrie et du commerce :
- Ministère de l'agriculture, de l'industrie et du commerce (1861-1916) ;
- Ministère de l'Industrie, du Commerce et du Travail (1916-1920 et 1943-1945) ;
- Ministère de l'industrie et du commerce (1920-1922) ;
- Ministère de l'économie nationale (1922-1929) ;
- Ministère des Corporations (1926-1943) ;
- Ministère de l'Industrie, du Commerce (1945-1974) ;
- Ministère de l'Industrie, du Commerce et de l'Artisanat (1974-2001)
- Ministère des activités productives (2001-2006) ;
- Ministère du développement économique (depuis 2006).

Les ministères suivants ont été fusionnés avec le ministère du développement économique depuis 2008 :
- Ministère du commerce extérieur (1946-2006) ;
- Ministère du commerce international (2006-2008) ;
- Ministère des Postes et Télégraphes (1889-1924) ;
- Ministère des communications (1924-1944 et 1997-2008) ;
- Ministère des Postes et Télécommunications (1944-1997).

## Note
1. ↑  Le 22 juin 1916, la responsabilité de l'agriculture est confiée au Ministère de l'Agriculture nouvellement créé.
2. ↑  Le 21 mars 1920, le ministère reprend certaines des compétences du Ministère des transports maritimes et ferroviaires supprimé.
3. ↑  Le 3 juin 1920, les délégations du travail sont confiées au Ministère du Travail et de la Sécurité sociale nouvellement créé.
4. ↑  Il absorbe les compétences du Ministère de l'Industrie et du Commerce, du Ministère de l'Agriculture et du ministère du Travail et de la Sécurité sociale.
5. ↑  Le ministère de l'Economie nationale est supprimé le 12 septembre 1929 et transformé en Ministère de l'Agriculture et des Forêts. Une partie des compétences de l'ancien Ministère de l'Économie nationale est absorbée par le Ministère des Corporations, créé le 2 juillet 1926 et dirigé jusqu'au 12 septembre 1929 ad interim par Benito Mussolini.
6. ↑  Le 21 juin 1945, les délégations du travail sont remises au Ministère du Travail et de la Sécurité sociale reconstitué.

### Source
- (it) Cet article est partiellement ou en totalité issu de l’article de Wikipédia en italien intitulé « Ministri dell'agricoltura, dell'industria e del commercio del Regno d'Italia » (voir la liste des auteurs).